# Liste des cascades du Doubs
Cet article présente une liste non exhaustive des principales cascades du Doubs avec photo et tri possible par nom, cours d'eau alimenté ou commune où elle est située.

## Liste
| Nom de la cascade                    | Cours d'eau alimenté  | Commune                               | Géolocalisation             | Photo |
| ------------------------------------ | --------------------- | ------------------------------------- | --------------------------- | ----- |
| Cascade de l'Adhuy                   | Ruisseau de Malans    | Amondans                              | 47° 03′ 56″ N, 6° 02′ 27″ E |       |
| Cascade des Sources d’Arcier         | Doubs                 | Vaire-Arcier                          | 47° 16′ 03″ N, 6° 07′ 15″ E |       |
| Cascade de l'Audeux                  | Audeux                | Chaux-lès-Passavant                   | 47° 15′ 06″ N, 6° 21′ 47″ E |       |
| Cascade de Bacchus                   | Ruisseau de Norvaux   | Cléron                                | 47° 04′ 15″ N, 6° 04′ 01″ E |       |
| Cascade du Bief de Caille            | Loue                  | Ronchaux                              | 47° 02′ 53″ N, 5° 53′ 59″ E |       |
| Cascade du moulin de Bonnecreau      | Ruisseau de Bonneille | Chantrans                             | 47° 03′ 11″ N, 6° 07′ 54″ E |       |
| Cascade du moulin de Bonneille       | Ruisseau de Bonneille | Flagey                                | 47° 02′ 56″ N, 6° 07′ 42″ E |       |
| Saut de la Bonneille                 | Ruisseau de Bonneille | Flagey                                | 47° 03′ 16″ N, 6° 07′ 17″ E |       |
| Cascade du Bout du Monde             | Doubs                 | Beure                                 | 47° 12′ 18″ N, 6° 00′ 40″ E |       |
| Saut de la Brême                     | Brême                 | Saules                                | 47° 08′ 15″ N, 6° 13′ 25″ E |       |
| Cascade du Canyon d'Amondans         | Ruisseau de Malans    | Amondans                              | 47° 04′ 09″ N, 6° 01′ 12″ E |       |
| Cascade des Chaudièress              | Ruisseau du Rozet     | Les Gras                              | 46° 59′ 49″ N, 6° 33′ 27″ E |       |
| Cascade de la Combe Foulot           | Dessoubre             | Orgeans-Blanchefontaine               | 47° 15′ 47″ N, 6° 44′ 23″ E |       |
| Cascade du Creux Billard             | Lison                 | Nans-sous-Sainte-Anne                 | 46° 57′ 48″ N, 6° 00′ 45″ E |       |
| Cascade du Défois                    | Brême                 | Saules                                | 47° 07′ 55″ N, 6° 11′ 16″ E |       |
| Cascade du Dessoubre                 | Dessoubre             | Consolation-Maisonnettes              | 47° 09′ 15″ N, 6° 36′ 07″ E |       |
| Cascade de la source du Doubs        | Doubs                 | Mouthe                                | 46° 42′ 18″ N, 6° 12′ 32″ E |       |
| Saut du Doubs                        | Doubs                 | Villers-le-Lac                        | 47° 05′ 14″ N, 6° 42′ 50″ E |       |
| Cascade de la Ferme des Îles         | Loue                  | Cademène                              | 47° 05′ 19″ N, 6° 01′ 43″ E |       |
| Cascade du moulin de Fertans         | Ruisseau de Mée       | Fertans                               | 47° 03′ 17″ N, 6° 03′ 43″ E |       |
| Saut du Gerbier                      | Ruisseau de Bonneille | Ornans                                | 47° 03′ 18″ N, 6° 07′ 43″ E |       |
| Cascades des gorges du Fourpéret     | Doubs                 | Rochejean et Labergement-Sainte-Marie | 46° 45′ 51″ N, 6° 17′ 25″ E |       |
| Cascade du Gour de Conche            | Ruisseau du Todeur    | Myon                                  | 46° 59′ 06″ N, 5° 55′ 27″ E |       |
| Le Grand Saut de la Loue             | Loue                  | Mouthier-Haute-Pierre                 | 47° 01′ 02″ N, 6° 17′ 35″ E |       |
| Chute du Lançot                      | Dessoubre             | Consolation-Maisonnettes              | 47° 09′ 00″ N, 6° 36′ 36″ E |       |
| Cascade de la source du Lison        | Lison                 | Nans-sous-Sainte-Anne                 | 46° 57′ 55″ N, 6° 00′ 41″ E |       |
| Cascade de la source de la Loue      | Loue                  | Ouhans                                | 47° 00′ 39″ N, 6° 17′ 58″ E |       |
| Cascade du moulin de Vermondans      | Reverotte             | Plaimbois-Vennes                      | 47° 11′ 32″ N, 6° 33′ 24″ E |       |
| Cascade de l'Œil de Bœuf             | Lison                 | Coulans-sur-Lison                     | 47° 01′ 17″ N, 6° 00′ 35″ E |       |
| Cascade de la Peusse                 | Ruisseau de l'Eugney  | Ornans                                | 47° 03′ 56″ N, 6° 10′ 18″ E |       |
| Cascade amont du Pissoux             | Dessoubre             | Laval-le-Prieuré                      | 47° 10′ 20″ N, 6° 38′ 14″ E |       |
| Cascade aval du Pissoux              | Dessoubre             | Laval-le-Prieuré                      | 47° 10′ 49″ N, 6° 37′ 41″ E |       |
| Cascade du pont du diable            | Haut Lison            | Crouzet-Migette                       | 46° 56′ 58″ N, 5° 59′ 54″ E |       |
| Cascade amont de Raffenot            | Ruisseau de Raffenot  | Chateauvieux-les-Fosses               | 47° 02′ 24″ N, 6° 13′ 08″ E |       |
| Cascade médiane de Raffenot          | Ruisseau de Raffenot  | Chateauvieux-les-Fosses               | 47° 02′ 32″ N, 6° 13′ 02″ E |       |
| Grande cascade de Raffenot           | Ruisseau de Raffenot  | Chateauvieux-les-Fosses               | 47° 02′ 51″ N, 6° 12′ 52″ E |       |
| Cascade de Rochanon                  | Ruisseau de Rochanon  | Bolandoz                              | 46° 59′ 57″ N, 6° 05′ 49″ E |       |
| Cascade de Rochejus                  | Loue                  | Durnes                                | 47° 06′ 14″ N, 6° 13′ 31″ E |       |
| Cascade du Rougnon                   | Doubs                 | Laissey                               | 47° 17′ 41″ N, 6° 13′ 47″ E |       |
| Cascade de La Sommette               | Reverotte             | La Sommette                           | 47° 11′ 04″ N, 6° 30′ 50″ E |       |
| Cascade de la Source Bleue           | Doubs                 | Malbuisson                            | 46° 48′ 43″ N, 6° 19′ 16″ E |       |
| Cascade de la Source Noire           | Lançot                | Consolation-Maisonnettes              | 47° 09′ 17″ N, 6° 36′ 40″ E |       |
| Cascade de Syratu (partie haute)     | Loue                  | Mouthier-Haute-Pierre                 | 47° 02′ 07″ N, 6° 17′ 17″ E |       |
| Cascade de Syratu (partie basse)     | Loue                  | Mouthier-Haute-Pierre                 | 47° 02′ 07″ N, 6° 17′ 07″ E |       |
| Cascade du Trou de l'Enfer           | Doubs                 | Morre                                 | 47° 13′ 41″ N, 6° 03′ 48″ E |       |
| Cascade du Val                       | Reverotte             | Pierrefontaine-les-Varans             | 47° 12′ 43″ N, 6° 33′ 05″ E |       |
| Cascade de Valbois                   | Ruisseau de Valbois   | Cléron                                | 47° 04′ 10″ N, 6° 06′ 29″ E |       |
| Cascade de la Vau                    | Lison                 | Eternoz                               | 47° 00′ 22″ N, 6° 01′ 43″ E |       |
| Cascade de Vau                       | Loue                  | Durnes                                | 47° 05′ 57″ N, 6° 13′ 12″ E |       |
| Cascade de la tuffière de Vergetolle | Ruisseau de Raffenot  | Châteauvieux-les-Fossés               | 47° 03′ 10″ N, 6° 11′ 10″ E |       |
| Cascade du Verneau                   | Lison                 | Nans-sous-Sainte-Anne                 | 46° 58′ 43″ N, 6° 00′ 19″ E |       |
| Cascade de Waroly                    | Dessoubre             | Mancenans-Lizerne                     | 47° 15′ 46″ N, 6° 45′ 52″ E |       |

## Localisation des cascades sur la carte du Doubs
Voir sur la carte interactiveVoir sur la carte statique
| Besançon Pontarlier Maîche Montbéliard Baume-les-Dames Ornans |

Voir sur la carte interactiveVoir sur la carte statique